# 80e cérémonie des New York Film Critics Circle Awards
La 80e cérémonie des New York Film Critics Circle Awards (NYFCC Awards), décernés par le New York Film Critics Circle, a eu lieu le 1er décembre 2014, et a récompensé les films réalisés dans l'année,.

## Palmarès

### Meilleur film
- Boyhood

### Meilleur réalisateur
- Richard Linklater pour Boyhood

### Meilleur acteur
- Timothy Spall pour le rôle de J.M.W. Turner dans Mr. Turner

### Meilleure actrice
- Marion Cotillard pour le rôle de Sandra dans Deux jours, une nuit et dans le rôle d'Eva Cybulska dans The Immigrant

### Meilleur acteur dans un second rôle
- J. K. Simmons pour le rôle de Terence Fletcher dans Whiplash

### Meilleure actrice dans un second rôle
- Patricia Arquette pour le rôle de Olivia dans Boyhood

### Meilleur premier film
- Jennifer Kent pour Mister Babadook

### Meilleur scénario
- The Grand Budapest Hotel – Wes Anderson

### Meilleure photographie
- The Immigrant – Darius Khondji

### Meilleur film en langue étrangère
- Ida  Pologne

### Meilleur film d'animation
- La Grande Aventure Lego

### Meilleur film documentaire
- Citizenfour

### Special Award
- Adrienne Mancia